# Mason Holgate
Mason Anthony Holgate (Doncaster, Inglaterra, Reino Unido, 22 de octubre de 1996) es un futbolista jamaicano que juega de defensa y su equipo es el Al-Gharafa S. C. de la Liga de fútbol de Catar.

## Trayectoria

### Barnsley F. C.
Holgate nació en Doncaster, Yorkshire del Sur, y fichó por el Barnsley F. C. a los nueve años.
Progresando en la academia y los reservas, Holgate firmó su primer contrato, manteniéndolo hasta 2016. Él hizo su debut en la League One el 2 de diciembre de 2014, jugando todo el partido en el empate 1–1 contra el Doncaster Rovers. Tras esto el club buscó renovar el contrato. Tras ser incluido en el primer equipo, Holgate anotó su primer gol, en la victoria 5-0 contra el Rochdale en el último partido de la temporada.
Tras una exitosa temporada de debut, Holgate fue premiado como jugador joven de la temporada del equipo.

### Everton F. C.
El 13 de agosto de 2015 fue fichado por el Everton F. C. por £2 millones. El 13 de agosto de 2016, un año después de fichar por el club, Holgate debutó en el empate 1-1 contra el Tottenham Hotspur.

### West Bromwich Albion F. C.
El 31 de diciembre de 2018 el West Bromwich Albion F. C. hizo oficial su incorporación como cedido hasta final de temporada.

## Selección nacional
El 10 de octubre de 2024 hizo su debut con la selección de Jamaica en un encuentro de la Liga de Naciones de la Concacaf 2024-25 frente a Nicaragua que ganaron por dos a cero.

## Estadísticas

### Clubes
Actualizado al último partido disputado el 3 de mayo de 2025.
| Club                                  | Div.          | Temporada     | Liga  | Liga  | Copas nacionales | Copas nacionales | Copas internacionales | Copas internacionales | Total | Total |
| Club                                  | Div.          | Temporada     | Part. | Goles | Part.            | Goles            | Part.                 | Goles                 | Part. | Goles |
| ------------------------------------- | ------------- | ------------- | ----- | ----- | ---------------- | ---------------- | --------------------- | --------------------- | ----- | ----- |
| Barnsley F. C. Inglaterra             | 3.ª           | 2014-15       | 20    | 1     | 2                | 0                | —                     | —                     | 22    | 1     |
| Barnsley F. C. Inglaterra             | Total club    | Total club    | 20    | 1     | 2                | 0                | 0                     | 0                     | 22    | 1     |
| Everton F. C. Inglaterra              | 1.ª           | 2016-17       | 18    | 0     | 3                | 0                | —                     | —                     | 21    | 0     |
| Everton F. C. Inglaterra              | 1.ª           | 2017-18       | 15    | 0     | 2                | 0                | 4                     | 0                     | 21    | 0     |
| Everton F. C. Inglaterra              | 1.ª           | 2018-19       | 5     | 0     | 1                | 0                | —                     | —                     | 6     | 0     |
| West Bromwich Albion F. C. Inglaterra | 2.ª           | 2018-19       | 21    | 1     | 2                | 0                | —                     | —                     | 23    | 1     |
| Everton F. C. Inglaterra              | 1.ª           | 2019-20       | 27    | 0     | 5                | 1                | —                     | —                     | 32    | 1     |
| Everton F. C. Inglaterra              | 1.ª           | 2020-21       | 28    | 1     | 3                | 0                | —                     | —                     | 31    | 1     |
| Everton F. C. Inglaterra              | 1.ª           | 2021-22       | 25    | 2     | 4                | 1                | —                     | —                     | 29    | 3     |
| Everton F. C. Inglaterra              | 1.ª           | 2022-23       | 8     | 0     | 1                | 0                | —                     | —                     | 9     | 0     |
| Southampton F. C. Inglaterra          | 2.ª           | 2023-24       | 5     | 0     | 2                | 0                | —                     | —                     | 7     | 0     |
| Southampton F. C. Inglaterra          | Total club    | Total club    | 5     | 0     | 2                | 0                | 0                     | 0                     | 7     | 0     |
| Sheffield United F. C. Inglaterra     | 1.ª           | 2023-24       | 10    | 0     | —                | —                | —                     | —                     | 10    | 0     |
| Sheffield United F. C. Inglaterra     | Total club    | Total club    | 10    | 0     | 0                | 0                | 0                     | 0                     | 10    | 0     |
| Everton F. C. Inglaterra              | 1.ª           | 2024-25       | 1     | 0     | 0                | 0                | —                     | —                     | 1     | 0     |
| Everton F. C. Inglaterra              | Total club    | Total club    | 127   | 3     | 19               | 2                | 4                     | 0                     | 150   | 5     |
| West Bromwich Albion F. C. Inglaterra | 2.ª           | 2024-25       | 26    | 1     | 1                | 0                | —                     | —                     | 27    | 1     |
| West Bromwich Albion F. C. Inglaterra | Total club    | Total club    | 47    | 2     | 3                | 0                | 0                     | 0                     | 50    | 2     |
| Total carrera                         | Total carrera | Total carrera | 209   | 6     | 26               | 2                | 4                     | 0                     | 239   | 8     |